# Liste der Kulturgüter in Poschiavo
Die Liste der Kulturgüter in Poschiavo enthält alle Objekte in der Gemeinde Poschiavo im Kanton Graubünden, die gemäss der Haager Konvention zum Schutz von Kulturgut bei bewaffneten Konflikten, dem Bundesgesetz vom 20. Juni 2014 über den Schutz der Kulturgüter bei bewaffneten Konflikten sowie der Verordnung vom 29. Oktober 2014 über den Schutz der Kulturgüter bei bewaffneten Konflikten unter Schutz stehen.
Objekte der Kategorien A und B sind vollständig in der Liste enthalten, Objekte der Kategorie C fehlen zurzeit (Stand: 13. Oktober 2021).

## Kulturgüter
| Foto | | Objekt | Kat. | Typ | Standort                                     | Beschreibung |
| ---- | --- | --- | ---- | --- | -------------------------------------------- | ------------ |
| BW   | Datei hochladen · Wikidata zu Haus Devon (Q29521486)                                                                     | Devon House KGS-Nr.: 3138 | A    | G   | Via di Palazz 13 801773 / 133572             |              |
| ja   | Datei hochladen · Wikidata zu De Bassus Mengotti Palast (Gebäude) (Q29521507)                                            | Palazzo De Bassus Mengotti KGS-Nr.: 3140 | A    | G   | Via da Spultri 2 801578 / 133934             |              |
| ja   | Datei hochladen · Wikidata zu Katholische Kirche St. Maria Assunta (Q3673322)                                            | Katholische Kirche St. Maria Assunta / Chiesa cattolica di Santa Maria Assunta KGS-Nr.: 3141                                                       | A    | G   | Via da Santa Maria 93 801885 / 133262        |              |
| ja   | Datei hochladen · Wikidata zu Katholische Stiftskirche St. Viktor (Q3668030)                                             | Katholische Stiftskirche St. Viktor / Chiesa collegiata cattolica di San Vittore KGS-Nr.: 3142                                                     | A    | G   | Via da Mezz 55 801695 / 133885               |              |
| ja   | Datei hochladen · Wikidata zu Pfarrkirche St. Carlo Borromeo (Q3669734)                                                  | Pfarrkirche San Carlo Borromeo / Chiesa parrocchiale di San Carlo Borromeo KGS-Nr.: 3143                                                           | A    | G   | San Carlo, Via Principale 17 801929 / 135830 |              |
| ja   | Datei hochladen · Wikidata zu Ehemaliges Kloster St. Maria Presentata mit Mönchskapelle St. Maria Presentata (Q29521520) | Ehemaliges Kloster mit Mönchskapelle St. Maria Presentata / Vecchio monastero con cappella monastica di Santa Maria Presentata KGS-Nr.: 3144       | A    | G   | Via da Sotsassa 2 801782 / 133885            |              |
| BW   | Datei hochladen · Wikidata zu Palazzo Dorizzi (Crameri) (Q29521513)                                                      | Palazzo Dorizzi (Crameri) KGS-Nr.: 9267 | A    | G   | San Carlo, Via Principale 8 801854 / 135807  |              |
| BW   | Datei hochladen · Wikidata zu Haus Tomé (Q29521446)                                                                      | Haus Tomé / Casa Tomé KGS-Nr.: 10049 | A    | G   | Via di Puntunai 218 801627 / 133855          |              |
| ja   | Datei hochladen · Wikidata zu Mühle von Aino, Sägewerk, Schmiede (Q29521501)                                             | Mühle von Aino, Sägewerk, Schmiede / Mulino di Aino, segherie, fucina KGS-Nr.: 10050                                                               | A    | G   | San Carlo, Privilasco 3 801758 / 135260      |              |
| ja   | Datei hochladen · Wikidata zu Kraftwerk Campocologno 2 Ausbau mit Staumauer Scala Lago Bianco Süd (Q1786076)             | Wasserkraftwerke, 2. Ausbaustufe mit Staudamm Lago Bianco Süd / Centrali idroelettriche, 2° ampliamento con diga del Lago Bianco sud KGS-Nr.: 2892 | B    | G   | 799319 / 141205                              |              |
| BW   | Datei hochladen · Wikidata zu Kapelle St. Annunziata und Haus (Q29784956)                                                | Kapelle Sant’Annunziata und Haus / Cappella Sant’Annunziata e casa KGS-Nr.: 3145                                                                   | B    | G   | Li Curt, Annunziata 672 802479 / 131859      |              |
| ja   | Datei hochladen · Wikidata zu Kapelle San Pietro (Q29784951)                                                             | Katholische Kapelle St. Pietro / Cappella cattolica di San Pietro KGS-Nr.: 3146                                                                    | B    | G   | Via da San Pieru 801339 / 133850             |              |
| ja   | Datei hochladen · Wikidata zu Casa Albrici (Gasthaus) (Q29784953)                                                        | Haus Albrici (Gasthaus) / Casa Albrici (Albergo) KGS-Nr.: 3147                                                                                     | B    | G   | Via da Mezz 18 801679 / 133905               |              |
| BW   | Datei hochladen · Wikidata zu Rodolfo Landolfi Palast (Q29784961)                                                        | Palazzo Rodolfo Landolfi KGS-Nr.: 3148 | B    | G   | Via de Mez 69 801669 / 133761                |              |
| BW   | Datei hochladen · Wikidata zu Matossi-Lendi Palast (Q29784964)                                                           | Palazzo Matossi-Lendi KGS-Nr.: 3149 | B    | G   | Via di Puntunai 20 801609 / 133770           |              |
| ja   | Datei hochladen · Wikidata zu Reformierte Kirche Poschiavo (Q2136988)                                                    | Evangelisch-Reformierte Kirche St. Ignaz / Chiesa evangelica riformata di San Ignazio KGS-Nr.: 3150                                                | B    | G   | Via de Mez 30 801735 / 133982                |              |
| BW   | Datei hochladen · Wikidata zu Kurhaus Le Prese (Q29784954)                                                               | Kurhaus Le Prese / Albergo Bagni Le Prese KGS-Nr.: 3151                                                                                            | B    | G   | Le Prese, Via Principale 31 803419 / 129920  |              |
| ja   | Datei hochladen · Wikidata zu Betsaal St. Anna mit Beinhaus (Q29784959)                                                  | Betsaal Sant’Anna mit Beinhaus / Oratorio di Sant’Anna con ossario KGS-Nr.: 3152                                                                   | B    | G   | Via dal Cunvent 2 801714 / 133855            |              |
| ja   | Datei hochladen · Wikidata zu Kirche Hl. Bernard von Clairveaux (Q3669649)                                               | Katholische Kirche San Bernhardo / Chiesa cattolica San Bernardo KGS-Nr.: 3154                                                                     | B    | G   | Li Curt, Prada 802849 / 132045               |              |
| ja   | Datei hochladen · Wikidata zu Kapelle der Heiligen Sebastiano und Sinforosa (Q29784970)                                  | Kapelle Santi Sebastiano e Sinforosa und Crot / Cappella dei Santi Sebastiano e Sinforosa e crot KGS-Nr.: 3155                                     | B    | G   | Selva 801036 / 131252                        |              |
| ja   | Datei hochladen · Wikidata zu Reformierte Kirche Selva (Q19299003)                                                       | Evangelisch-Reformierte Kirche / Chiesa evangelica riformata KGS-Nr.: 3156                                                                         | B    | G   | Selva 801125 / 131191                        |              |
| ja   | Datei hochladen · Wikidata zu Museo Poschiavino (Q27487104)                                                              | Talmuseum des Puschlav / Museo valligiano poschiavino KGS-Nr.: 8570                                                                                | B    | S   | Via da Spultri 270 801579 / 133935           |              |
| BW   | Datei hochladen | Alleinstehender Betrieb in dem Gebiet / Azienda stanziale isolata sul territorio KGS-Nr.: 10758                                                    | B    | G   | Somaino 31 802186 / 135700                   |              |
| BW   | Datei hochladen | Einzelgehöft / Azienda unitaria KGS-Nr.: 12460 | B    | G   | Campel Dasot 800819 / 133730                 |              |
| BW   | Datei hochladen | Aino-Brücke / Ponte d’Aino KGS-Nr.: 12462 | B    | G   | San Carlo, Via Vegia 801699 / 135370         |              |